# Visimar
Visimar, Wisimar ou Raegaise, foi um rei vândalo do século IV, da tribo Asdingos.
Embora esta figura histórica seja esmagadoramente obscurecida pela falta de dados históricos, ele é conhecido como um dos primeiros monarcas dos vândalos. Sua extensão territorial ocupou regiões da atual Transilvânia na Romênia, Tisza n̟a Ucrânia e uma parte da então província romana, Dácia. É mais provável que ele tenha morrido Batalha do Muresjul em 335. 
Seu povo era mais ou menos pacíficos com os romanos e, como vizinhos, tinham os visigodos. 